# میروسواو تورکو
میروسواو تورکو (اوکراینی: Мирослав Пилипович Турко؛ ۲ اکتبر ۱۹۱۸ – ۲۹ سپتامبر ۱۹۸۱) بازیکن فوتبال اهل لهستان بود.
از باشگاه‌هایی که در آن بازی کرده‌است می‌توان به باشگاه فوتبال کارپاتی لویو اشاره کرد.